# 相似 (幾何)

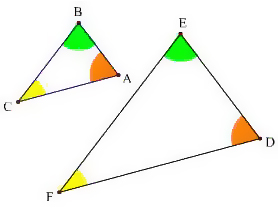
相似三角形

數學上，相似（英语：Similar）指两个图形的形状完全相同。
嚴格來說，若存在兩個點的集合，其中一個能透過放大縮小、平移旋轉或轴对称等方式變成另一個，就說它們相似。
相似多边形的对应角相等，对应边成比例。
兩個圖形相似，可以以一個「～」符號連接它們，例如若三角形ABC和DEF相似便可這樣表示：{\displaystyle \triangle ABC\sim \triangle DEF}。
全等的图形一定相似。

## 三角形相似的条件
- 兩個对应角相等，两个三角形相似（AA）
- 三個对应边成比例，两个三角形相似（3 sides proportional）
- 兩個对应边成比例且其夾角相等，两个三角形相似（ratio of two sides, inc. ∠）
- 在直角三角形中，一条对应斜边和一条对应直角边成比例，两个三角形
- 三個对应邊平行，两个三角形相似